# Carmelita Pires
Carmelita Pires (geb. 16. November 1963) ist eine Juristin und Politikerin in Guinea-Bissau. Sie war Justizministerin und die dritte Frau, die einen solchen Posten in Guinea-Bissau bekleidete.

## Leben
Pires wurde 1963 in Bissau geboren. Sie studierte Jura an der Universität Coimbra, bevor sie an die Universität Lissabon wechselte, wo sie einen Master in Rechts- und Politikwissenschaft erwarb.
Am 13. April 2007 wurde sie Justizministerin.
Im Juli 2008 erhielt sie Morddrohungen. Sie ging davon aus, dass dies mit ihrem Erfolg bei der Bekämpfung von Drogendealern mit Hilfe der Vereinten Nationen zusammenhing. Sie gab den Ministerposten 2009 auf, weil sie fand, dass eine grundlegende Erneuerung des Justizsystems nötig sei. Die USA bezeichnen Guinea-Bissau als „Narco State“ (Drogenstaat). 200 bis 300 t Kokain werden durch das Land geschleust, während der geschätzte Wert des gesamten Bruttoinlandsprodukts nur dem Wert von 6 t Kokain entspricht.
Im November 2012 legte sie eine Pause ein und arbeitete drei Jahre lang als Beraterin des Präsidenten der Westafrikanischen Wirtschaftsgemeinschaft zum Drogenschmuggel. Sie erklärte, dass der Drogenschmuggel bis hinein in die obersten Kreise der Regierung in Guinea-Bissau den Staat infiltriert hat.
Im Oktober 2013 wurde sie mit 264 von 274 möglichen Stimmen als Parteiführerin der United Social Democratic Party (Partido Unido Social Democrático, PUSD) gewählt. Sie erklärte, dass sie nicht als Kandidatin für die Präsidentschaftswahl antreten würde. Sie setzte Prioritäten der Partei auf Bildung, Gesundheit und soziale Sicherheit.
Im Mai 2020 verkündete Präsident Umaro Sissoco Embaló, dass Pires in den Ausschuss zur Verfassungsrevision berufen worden sei. Das Komitee besteht aus fünf Personen unter Leitung von Carlos Joaquim Vamain.